# Alex Christensen/Diskografie
Diese Diskografie ist eine Übersicht über die musikalischen Werke des deutschen DJs und Musikproduzenten Alex Christensen und seiner Pseudonyme wie unter anderem AC 16, AC Beat, alexchristensen.com, alex-christensen.com oder auch Jasper Forks. In einem Interview mit Markus Lanz vom 21. März 2019 gab Christensen an, dass sich seine Autorenbeteiligungen und Produktionen bislang rund 90 Millionen Mal weltweit verkauften. In seiner Heimat Deutschland konnte er den Quellenangaben und Schallplattenauszeichnungen zufolge bisher mehr als 5,9 Millionen Tonträger vertreiben, womit er zu den Musikern mit den meisten Tonträgerverkäufen zählt. Seine erfolgreichste Veröffentlichung ist die Produktion von Das Boot (U 96) mit über zwei Millionen verkauften Einheiten. Darüber hinaus zählt seine Autorenbeteiligung und Produktion I Believe (Bro’Sis) mit über 1,75 Millionen verkauften Einheiten in Deutschland zu den meistverkauften Singles des Landes.

## Alben

### Studioalben
| Jahr | Titel Musiklabel                                              | Höchstplatzierung, Gesamtwochen, AuszeichnungChartplatzierungen (Jahr, Titel, Musiklabel, Platzierungen, Wochen, Auszeichnungen, Anmerkungen) | Höchstplatzierung, Gesamtwochen, AuszeichnungChartplatzierungen (Jahr, Titel, Musiklabel, Platzierungen, Wochen, Auszeichnungen, Anmerkungen) | Höchstplatzierung, Gesamtwochen, AuszeichnungChartplatzierungen (Jahr, Titel, Musiklabel, Platzierungen, Wochen, Auszeichnungen, Anmerkungen) | Höchstplatzierung, Gesamtwochen, AuszeichnungChartplatzierungen (Jahr, Titel, Musiklabel, Platzierungen, Wochen, Auszeichnungen, Anmerkungen) | Höchstplatzierung, Gesamtwochen, AuszeichnungChartplatzierungen (Jahr, Titel, Musiklabel, Platzierungen, Wochen, Auszeichnungen, Anmerkungen) | Anmerkungen                                                                          |
| Jahr | Titel Musiklabel                                              | DE | AT | CH | UK | US | Anmerkungen                                                                          |
| ---- | ------------------------------------------------------------- | --- | --- | --- | --- | --- | ------------------------------------------------------------------------------------ |
| 2017 | Classical 90s Dance Starwatch Entertainment (WMG)             | DE10 Gold · (43 Wo.)DE | AT30 (2 Wo.)AT | CH58 (1 Wo.)CH | — | — | Erstveröffentlichung: 6. Oktober 2017 Verkäufe: + 100.000; mit The Berlin Orchestra  |
| 2018 | Classical 90s Dance 2 Starwatch Entertainment (WMG)           | DE4 Gold · (30 Wo.)DE | AT39 (1 Wo.)AT | CH58 (3 Wo.)CH | — | — | Erstveröffentlichung: 19. Oktober 2018 Verkäufe: + 100.000; mit The Berlin Orchestra |
| 2019 | Classical 90s Dance 3 Starwatch Entertainment (WMG)           | DE15 (23 Wo.)DE | AT59 (1 Wo.)AT | — | — | — | Erstveröffentlichung: 1. November 2019 mit The Berlin Orchestra                      |
| 2021 | Classical 80s Dance Starwatch Entertainment (WMG)             | DE6 (10 Wo.)DE | AT35 (1 Wo.)AT | CH43 (1 Wo.)CH | — | — | Erstveröffentlichung: 3. September 2021 mit The Berlin Orchestra                     |
| 2023 | Classical 90s Dance – The Icons Starwatch Entertainment (WMG) | DE6 (2 Wo.)DE | — | — | — | — | Erstveröffentlichung: 6. Oktober 2023 mit The Berlin Orchestra                       |

### Gemeinschaftsalben
| Jahr | Titel Musiklabel               | Höchstplatzierung, Gesamtwochen, AuszeichnungChartplatzierungen (Jahr, Titel, Musiklabel, Platzierungen, Wochen, Auszeichnungen, Anmerkungen) | Höchstplatzierung, Gesamtwochen, AuszeichnungChartplatzierungen (Jahr, Titel, Musiklabel, Platzierungen, Wochen, Auszeichnungen, Anmerkungen) | Höchstplatzierung, Gesamtwochen, AuszeichnungChartplatzierungen (Jahr, Titel, Musiklabel, Platzierungen, Wochen, Auszeichnungen, Anmerkungen) | Höchstplatzierung, Gesamtwochen, AuszeichnungChartplatzierungen (Jahr, Titel, Musiklabel, Platzierungen, Wochen, Auszeichnungen, Anmerkungen) | Höchstplatzierung, Gesamtwochen, AuszeichnungChartplatzierungen (Jahr, Titel, Musiklabel, Platzierungen, Wochen, Auszeichnungen, Anmerkungen) | Anmerkungen                                                                    |
| Jahr | Titel Musiklabel               | DE | AT | CH | UK | US | Anmerkungen                                                                    |
| ---- | ------------------------------ | --- | --- | --- | --- | --- | ------------------------------------------------------------------------------ |
| 2008 | Euphorie Polydor (UMG)         | DE20 (12 Wo.)DE | AT19 (10 Wo.)AT | — | — | — | Erstveröffentlichung: 8. Februar 2008 mit Y-ass                                |
| 2009 | Heart 4 Sale 313 Records (UMG) | — | — | — | — | — | Erstveröffentlichung: 15. Mai 2009 mit Oscar Loya als Alex Swings Oscar Sings! |

## Singles

### Als Leadmusiker
| Jahr | Titel Album | Höchstplatzierung, Gesamtwochen, AuszeichnungChartplatzierungen (Jahr, Titel, Album, Platzierungen, Wochen, Auszeichnungen, Anmerkungen) | Höchstplatzierung, Gesamtwochen, AuszeichnungChartplatzierungen (Jahr, Titel, Album, Platzierungen, Wochen, Auszeichnungen, Anmerkungen) | Höchstplatzierung, Gesamtwochen, AuszeichnungChartplatzierungen (Jahr, Titel, Album, Platzierungen, Wochen, Auszeichnungen, Anmerkungen) | Höchstplatzierung, Gesamtwochen, AuszeichnungChartplatzierungen (Jahr, Titel, Album, Platzierungen, Wochen, Auszeichnungen, Anmerkungen) | Höchstplatzierung, Gesamtwochen, AuszeichnungChartplatzierungen (Jahr, Titel, Album, Platzierungen, Wochen, Auszeichnungen, Anmerkungen) | Anmerkungen |
| Jahr | Titel Album | DE | AT | CH | UK | US | Anmerkungen |
| ---- | --- | --- | --- | --- | --- | --- | --- |
| 1995 | Baby I Need Your Lovin – | — | — | — | — | — | Erstveröffentlichung: 1995 mit Antonio Nunzio Catania als Wave Kid                                                      |
| 2002 | Rhythm of the Night – | DE28 (9 Wo.)DE | AT28 (12 Wo.)AT | CH81 (6 Wo.)CH | — | — | Erstveröffentlichung: 3. Juni 2002 feat. Yasmin K.; Original: Corona                                                    |
| 2002 | Amigos Forever – | DE35 (7 Wo.)DE | — | CH86 (3 Wo.)CH | — | — | Erstveröffentlichung: 14. November 2002 feat. Yasmin K.                                                                 |
| 2003 | Angel of Darkness – | DE21 (9 Wo.)DE | AT39 (8 Wo.)AT | — | — | — | Erstveröffentlichung: 14. Juli 2003 feat. Yasmin K.                                                                     |
| 2007 | Du hast den schönsten Arsch der Welt / The Sweetest Ass in the World (englische Version) / Tienes el culo mas bello del mundo (spanische Version) Euphorie | DE1 Gold · (23 Wo.)DE | AT1 (26 Wo.)AT | CH50 (10 Wo.)CH | — | — | Erstveröffentlichung: 19. Oktober 2007 feat. Y-ass; Verkäufe: + 150.000 Original: The Soundlovers – Run Away            |
| 2008 | Doktorspiele Euphorie | DE4 (15 Wo.)DE | AT3 (21 Wo.)AT | — | — | — | Erstveröffentlichung: 25. Januar 2008 feat. Y-ass                                                                       |
| 2008 | Du bist so porno Euphorie | DE21 (9 Wo.)DE | AT12 (12 Wo.)AT | — | — | — | Erstveröffentlichung: 25. April 2008 feat. Y-ass                                                                        |
| 2008 | Liebe zu dritt / Threesome Is My Fantasy (englische Version) Euphorie                                                                                      | DE28 (9 Wo.)DE | AT29 (9 Wo.)AT | — | — | — | Erstveröffentlichung: 28. November 2008 feat. Y-ass                                                                     |
| 2009 | Miss Kiss Kiss Bang Heart 4 Sale | DE20 (10 Wo.)DE | AT71 (1 Wo.)AT | — | UK85 (1 Wo.)UK | — | Erstveröffentlichung: 3. April 2009 mit Oscar Loya als Alex Swings Oscar Sings!                                         |
| 2009 | Dancing Is Like Heaven – | DE41 (7 Wo.)DE | AT41 (3 Wo.)AT | — | — | — | Erstveröffentlichung: 4. Dezember 2009 feat. Y-ass; Original: Derb – Derb                                               |
| 2010 | River Flows in You – | DE45 (10 Wo.)DE | AT66 (2 Wo.)AT | — | — | — | Erstveröffentlichung: 26. März 2010; als Jasper Forks Original: Yiruma                                                  |
| 2011 | Alone – | DE82 (1 Wo.)DE | — | — | — | — | Erstveröffentlichung: 28. Januar 2011 als Jasper Forks                                                                  |
| 2012 | Musik ist meine Therapie / Music Is My Therapy (englische Version) –                                                                                       | — | — | — | — | — | Erstveröffentlichung: 10. Februar 2012 als Elix                                                                         |
| 2012 | Love in the Morning (My Sex.O.S.) – | — | — | — | — | — | Erstveröffentlichung: 15. Juni 2012 feat. Francisco                                                                     |
| 2012 | L’amour toujours – | — | AT43 (2 Wo.)AT | CH40 (1 Wo.)CH | — | — | Erstveröffentlichung: 7. Dezember 2012 feat. Yass vs. Ski; Original: Gigi D’Agostino                                    |
| 2013 | Feed Me Diamonds – | — | AT60 (1 Wo.)AT | — | — | — | Erstveröffentlichung: September 2013 feat. Lisa Rowe; Original: MNDR                                                    |
| 2016 | Awesome – | — | — | — | — | — | Erstveröffentlichung: 15. Juli 2016 als Jasper Forks                                                                    |
| 2017 | Rhythm Is a Dancer Classical 90s Dance | — | — | — | — | — | Erstveröffentlichung: 15. September 2017 mit The Berlin Orchestra feat. Ivy Quainoo Original: Snap!                     |
| 2018 | No Limit Classical 90s Dance | — | — | — | — | — | Erstveröffentlichung: 12. Januar 2018 mit The Berlin Orchestra feat. The Bad Boys Original: 2 Unlimited                 |
| 2018 | Blue Classical 90s Dance 2 | — | — | — | — | — | Erstveröffentlichung: 31. August 2018 mit The Berlin Orchestra feat. Bars and Melody Original: Eiffel 65                |
| 2018 | Around the World Classical 90s Dance 2 | — | — | — | — | — | Erstveröffentlichung: 14. September 2018 mit The Berlin Orchestra feat. Melanie C Original: ATC                         |
| 2019 | Somebody Dance with Me Classical 90s Dance 3 | — | — | — | — | — | Erstveröffentlichung: 20. Dezember 2019 mit The Berlin Orchestra feat. Asja & Ski Original: DJ BoBo                     |
| 2021 | Smalltown Boy Classical 80s Dance | — | — | — | — | — | Erstveröffentlichung: 11. Juni 2021 mit The Berlin Orchestra feat. Ronan Keating Original: Bronski Beat                 |
| 2021 | Never Ending Story Classical 80s Dance | — | — | — | — | — | Erstveröffentlichung: 9. Juli 2021 mit The Berlin Orchestra feat. Ana Kohler Original: Limahl                           |
| 2021 | Fade to Grey Classical 80s Dance | — | — | — | — | — | Erstveröffentlichung: 6. August 2021 mit The Berlin Orchestra feat. Mandy Capristo Original: Visage                     |
| 2021 | Never Gonna Give You Up Classical 80s Dance | — | — | — | — | — | Erstveröffentlichung: 20. August 2021 mit The Berlin Orchestra feat. Mike Singer Original: Rick Astley                  |
| 2023 | Right Beside You Classical 90s Dance – The Icons | — | — | — | — | — | Erstveröffentlichung: 2. Juni 2023 mit The Berlin Orchestra & Stereoact feat. Asja Ahatovic Original: Sophie B. Hawkins |
| 2023 | Wonderful Days (Harris & Ford Remix) Classical 90s Dance – The Icons                                                                                       | — | — | — | — | — | Erstveröffentlichung: 7. Juli 2023 mit The Berlin Orchestra feat. Harris & Ford Original: Charly Lownoise & Mental Theo |
| 2025 | 1,2,3 Techno – | — | — | — | — | — | Erstveröffentlichung: 30. Mai 2025                                                                                      |
| 2025 | United – | — | — | — | — | — | Erstveröffentlichung: 18. Juli 2025 feat. Zombic; Original: Prince Ital Joe feat. Marky Mark                            |
| 2025 | I’m a Scatman – | — | — | — | — | — | Erstveröffentlichung: 15. August 2025 mit The Berlin Orchestra; Original: Scatman John                                  |

### Als Gastmusiker
| Jahr | Titel Album                            | Höchstplatzierung, Gesamtwochen, AuszeichnungChartplatzierungen (Jahr, Titel, Album, Platzierungen, Wochen, Auszeichnungen, Anmerkungen) | Höchstplatzierung, Gesamtwochen, AuszeichnungChartplatzierungen (Jahr, Titel, Album, Platzierungen, Wochen, Auszeichnungen, Anmerkungen) | Höchstplatzierung, Gesamtwochen, AuszeichnungChartplatzierungen (Jahr, Titel, Album, Platzierungen, Wochen, Auszeichnungen, Anmerkungen) | Höchstplatzierung, Gesamtwochen, AuszeichnungChartplatzierungen (Jahr, Titel, Album, Platzierungen, Wochen, Auszeichnungen, Anmerkungen) | Höchstplatzierung, Gesamtwochen, AuszeichnungChartplatzierungen (Jahr, Titel, Album, Platzierungen, Wochen, Auszeichnungen, Anmerkungen) | Anmerkungen                                                      |
| Jahr | Titel Album                            | DE | AT | CH | UK | US | Anmerkungen                                                      |
| ---- | -------------------------------------- | --- | --- | --- | --- | --- | ---------------------------------------------------------------- |
| 2024 | Du hast den schönsten Arsch der Welt – | DE— aDE | — | — | — | — | Erstveröffentlichung: 14. März 2024 Finch feat. Alex Christensen |

## Musikvideos
| Jahr | Titel                                | Regie            |
| ---- | ------------------------------------ | ---------------- |
| 2002 | Rhythm of the Night                  | Patric Ullaeus   |
| 2002 | Amigos Forever                       | Patric Ullaeus   |
| 2003 | Angel of Darkness                    |                  |
| 2007 | Du hast den schönsten Arsch der Welt |                  |
| 2008 | Doktorspiele                         |                  |
| 2008 | Du bist so porno                     | Nikolaj Georgiew |
| 2008 | Liebe zu dritt                       | Nikolaj Georgiew |
| 2009 | Miss Kiss Kiss Bang                  |                  |
| 2009 | Dancing Is Like Heaven               | Nikolaj Georgiew |
| 2010 | River Flows in You                   |                  |
| 2011 | Alone                                |                  |
| 2012 | Musik ist meine Therapie             |                  |
| 2012 | Love in the Morning (My Sex.O.S.)    |                  |
| 2012 | L’amour toujours                     |                  |
| 2013 | Feed Me Diamonds                     |                  |
| 2016 | Awesome                              |                  |
| 2017 | Rhythm Is a Dancer                   |                  |
| 2017 | Infinity                             |                  |
| 2017 | Turn the Tide                        |                  |
| 2017 | You’re Not Alone                     |                  |
| 2017 | Children                             |                  |
| 2017 | United                               |                  |
| 2017 | Sonic Empire                         |                  |
| 2017 | What Is Love                         |                  |
| 2017 | No Limit (2 Versionen)               |                  |
| 2017 | Redemption                           |                  |
| 2017 | Das Boot                             |                  |
| 2017 | Nessaja                              |                  |
| 2017 | Tears Don’t Lie                      |                  |
| 2017 | L’amour toujours                     |                  |
| 2018 | Blue                                 |                  |
| 2018 | Around the World                     |                  |
| 2018 | Another Night                        |                  |
| 2018 | Because I Love You                   |                  |
| 2018 | Listen to Your Heart                 |                  |
| 2018 | Everybody’s Free                     |                  |
| 2018 | Don’t Talk Just Kiss                 |                  |
| 2018 | Something                            |                  |
| 2018 | Sandstorm                            |                  |
| 2018 | Freed from Desire                    |                  |
| 2018 | Adagio for Strings                   |                  |
| 2018 | Feels Like in Heaven                 |                  |
| 2019 | Gypsy Woman (La-Da-Dee)              |                  |
| 2019 | The Sign                             |                  |
| 2019 | Everytime We Touch                   |                  |
| 2019 | The Rhythm of the Night              |                  |
| 2019 | Barbie Girl                          |                  |
| 2019 | Lonely                               |                  |
| 2019 | Somebody Dance with Me (2 Versionen) |                  |
| 2019 | Love Religion                        |                  |
| 2020 | It’s Alright                         |                  |
| 2020 | Free                                 |                  |
| 2020 | Meet Her at the Loveparade           |                  |
| 2021 | Smalltown Boy                        |                  |
| 2021 | Never Ending Story                   |                  |
| 2021 | Fade to Grey                         |                  |
| 2021 | Never Gonna Give You Up              |                  |
| 2023 | Right Beside You                     | Marcel Brell     |
| 2025 | 1,2,3 Techno                         |                  |
| 2025 | I’m a Scatman                        |                  |

## Autorenbeteiligungen und Produktionen
Christensen schreibt oder produziert die meisten seiner Lieder selbst. Darüber hinaus ist er auch als Autor und Produzent für andere Interpreten tätig. Die folgende Tabelle beinhaltet alle Charterfolge in Deutschland, Österreich, der Schweiz, dem Vereinigten Königreich sowie den Vereinigten Staaten, die Christensen in seiner Funktion als Liedtexter oder Komponist als Autor (A) zusammengefasst sowie als Musikproduzent (P) feierte. Die Tabelle gibt Auskunft über das Werk, den Interpreten sowie Details zur Veröffentlichung und Verkaufszahlen wieder.
| Jahr | Titel Interpretation | Höchstplatzierung, Gesamtwochen, AuszeichnungChartplatzierungen (Jahr, Titel, Interpretation, Platzierungen, Wochen, Auszeichnungen, Anmerkungen) | Höchstplatzierung, Gesamtwochen, AuszeichnungChartplatzierungen (Jahr, Titel, Interpretation, Platzierungen, Wochen, Auszeichnungen, Anmerkungen) | Höchstplatzierung, Gesamtwochen, AuszeichnungChartplatzierungen (Jahr, Titel, Interpretation, Platzierungen, Wochen, Auszeichnungen, Anmerkungen) | Höchstplatzierung, Gesamtwochen, AuszeichnungChartplatzierungen (Jahr, Titel, Interpretation, Platzierungen, Wochen, Auszeichnungen, Anmerkungen) | Höchstplatzierung, Gesamtwochen, AuszeichnungChartplatzierungen (Jahr, Titel, Interpretation, Platzierungen, Wochen, Auszeichnungen, Anmerkungen) | Anmerkungen                                                                                               | [↑]: gemeinsam behandelt mit vorhergehendem Eintrag; [←]: in beiden Charts platziert |
| Jahr | Titel Interpretation | DE | AT | CH | UK | US | Anmerkungen                                                                                               |                                                                                      |
| ---- | --- | --- | --- | --- | --- | --- | --- | ------------------------------------------------------------------------------------ |
| 1990 | Ritmo de la noche A, P Chocolate | DE23 (20 Wo.)DE | — | — | — | — | Erstveröffentlichung: 1990                                                                                |                                                                                      |
| 1991 | Das Boot P U 96 | DE1 Platin · (32 Wo.)DE | AT1 Gold · (20 Wo.)AT | CH1 (21 Wo.)CH | UK18 (5 Wo.)UK | — | Erstveröffentlichung: 29. Oktober 1991 Verkäufe: + 2.000.000; Original: Klaus Doldinger                   |                                                                                      |
| 1992 | I Wanna Be a Kennedy A, P U 96 | DE4 (15 Wo.)DE | AT6 (12 Wo.)AT | CH3 (12 Wo.)CH | — | — | Erstveröffentlichung: 2. März 1992 Original: Visage – Fade to Grey                                        |                                                                                      |
| 1992 | Come 2Gether / Der Kommandant A, P U 96 | DE38 (4 Wo.)DE | — | — | — | — | Erstveröffentlichung: 29. Juni 1992                                                                       |                                                                                      |
| 1993 | Love Sees No Colour A, P U 96 | DE6 (26 Wo.)DE | AT3 (18 Wo.)AT | CH4 (18 Wo.)CH | — | — | Erstveröffentlichung: 25. März 1993                                                                       |                                                                                      |
| 1993 | Love Sees No Colour (Remix) A, P U 96[DE: ↑][AT: ↑] | DE6 (26 Wo.)DE | AT3 (18 Wo.)AT | CH38 (4 Wo.)CH | — | — | Erstveröffentlichung: Juli 1993                                                                           |                                                                                      |
| 1993 | Night in Motion A, P U 96 | DE9 (26 Wo.)DE | AT7 (11 Wo.)AT | CH18 (12 Wo.)CH | — | — | Erstveröffentlichung: 15. Juli 1993                                                                       |                                                                                      |
| 1993 | Happy People A, P Prince Ital Joe feat. Marky Mark | DE4 Gold · (30 Wo.)DE | AT23 (9 Wo.)AT | CH22 (15 Wo.)CH | — | — | Erstveröffentlichung: 6. Dezember 1993 Verkäufe: + 250.000                                                |                                                                                      |
| 1994 | Inside Your Dreams A, P U 96 | DE12 (13 Wo.)DE | AT10 (9 Wo.)AT | CH9 (12 Wo.)CH | UK44 (2 Wo.)UK | — | Erstveröffentlichung: 24. Februar 1994                                                                    |                                                                                      |
| 1994 | United A, P Prince Ital Joe feat. Marky Mark | DE1 Platin · (23 Wo.)DE | AT6 (12 Wo.)AT | CH9 (21 Wo.)CH | UK79 (4 Wo.)UK | — | Erstveröffentlichung: 11. April 1994 Verkäufe: + 500.000                                                  |                                                                                      |
| 1994 | Life in the Streets A, P Prince Ital Joe feat. Marky Mark | DE11 Gold · (23 Wo.)DE | — | CH5 (15 Wo.)CH | — | — | Erstveröffentlichung: 8. August 1994 Verkäufe: + 250.000                                                  |                                                                                      |
| 1994 | Love Religion A, P U 96 | DE5 Gold · (18 Wo.)DE | AT7 (15 Wo.)AT | CH10 (18 Wo.)CH | — | — | Erstveröffentlichung: 17. Oktober 1994 Verkäufe: + 250.000                                                |                                                                                      |
| 1995 | A Question of Honour P Sarah Brightman | DE15 (24 Wo.)DE | — | — | — | — | Erstveröffentlichung: 1995                                                                                |                                                                                      |
| 1995 | Babylon A, P Prince Ital Joe feat. Marky Mark | DE16 (15 Wo.)DE | — | CH35 (7 Wo.)CH | — | — | Erstveröffentlichung: 13. Februar 1995                                                                    |                                                                                      |
| 1995 | Club Bizarre A, P U 96 | DE19 (13 Wo.)DE | AT14 (7 Wo.)AT | CH32 (7 Wo.)CH | UK70 (1 Wo.)UK | — | Erstveröffentlichung: 20. Februar 1995                                                                    |                                                                                      |
| 1995 | No Mercy (The First of the Tiger) A, P Marky Mark | DE44 (10 Wo.)DE | — | CH37 (4 Wo.)CH | — | — | Erstveröffentlichung: 28. Mai 1995                                                                        |                                                                                      |
| 1995 | Movin’ A, P U 96 | DE91 (3 Wo.)DE | — | — | — | — | Erstveröffentlichung: 5. Juni 1995                                                                        |                                                                                      |
| 1996 | Ain’t No Love in This P Errol Brown | DE83 (6 Wo.)DE | — | — | — | — | Erstveröffentlichung: Januar 1996                                                                         |                                                                                      |
| 1996 | Heaven A, P U 96 | DE4 Gold · (18 Wo.)DE | AT2 (15 Wo.)AT | CH16 (15 Wo.)CH | UK87 (1 Wo.)UK | — | Erstveröffentlichung: 4. Juni 1996 Verkäufe: + 250.000 Original: Cyndi Lauper – Time After Time           |                                                                                      |
| 1996 | A Night to Remember A, P U 96 | DE25 (10 Wo.)DE | AT18 (10 Wo.)AT | CH44 (2 Wo.)CH | — | — | Erstveröffentlichung: 8. Juli 1996                                                                        |                                                                                      |
| 1996 | Venus in Chains A, P U 96 | DE75 (2 Wo.)DE | AT18 (6 Wo.)AT | — | — | — | Erstveröffentlichung: 14. Oktober 1996                                                                    |                                                                                      |
| 1996 | Hello There A Just Friends | DE51 (1 Wo.)DE | — | — | — | — | Erstveröffentlichung: 24. Oktober 1996                                                                    |                                                                                      |
| 1997 | Rhythm of My Heart (Tik Tak) A R’n’G | DE35 (12 Wo.)DE | — | — | — | — | Erstveröffentlichung: 14. April 1997                                                                      |                                                                                      |
| 1997 | Seven Wonders A, P U 96 | DE40 (6 Wo.)DE | — | — | — | — | Erstveröffentlichung: 12. Mai 1997                                                                        |                                                                                      |
| 1997 | Here Comes the Sun A, P R’n’G | DE21 (22 Wo.)DE | — | — | — | — | Erstveröffentlichung: 14. August 1997                                                                     |                                                                                      |
| 1998 | Open Up Your Mind A, P R’n’G | DE14 (13 Wo.)DE | AT27 (9 Wo.)AT | CH17 (9 Wo.)CH | — | — | Erstveröffentlichung: 9. Februar 1998                                                                     |                                                                                      |
| 1998 | Energie A, P U 96 | DE29 (9 Wo.)DE | — | — | — | — | Erstveröffentlichung: 11. Mai 1998                                                                        |                                                                                      |
| 1998 | Let the Music Heal Your Soul A, P Bravo All Stars | DE6 (12 Wo.)DE | AT22 (8 Wo.)AT | CH5 (14 Wo.)CH | UK36 (3 Wo.)UK | US60 (4 Wo.)US | Erstveröffentlichung: 18. Mai 1998                                                                        |                                                                                      |
| 1998 | Can’t U Ce A, P R’n’G | DE30 (15 Wo.)DE | — | — | — | — | Erstveröffentlichung: 2. Juni 1998                                                                        |                                                                                      |
| 1998 | Children of the World A, P Hand in Hand for Children | DE65 (5 Wo.)DE | — | — | — | — | Erstveröffentlichung: 23. November 1998                                                                   |                                                                                      |
| 1998 | Last Christmas P Rap Allstars feat. Leroy Daniels | DE59 (2 Wo.)DE | — | CH21 (3 Wo.)CH | — | — | Erstveröffentlichung: 23. November 1998 Original: Wham!                                                   |                                                                                      |
| 1999 | Tequila A, P R’n’G | DE97 (2 Wo.)DE | — | — | — | — | Erstveröffentlichung: 1999                                                                                |                                                                                      |
| 1999 | Dear Jessie P Rollergirl | DE13 (19 Wo.)DE | — | — | UK22 (3 Wo.)UK | — | Erstveröffentlichung: 12. Juli 1999 Original: Madonna                                                     |                                                                                      |
| 1999 | Luv U More P Rollergirl | DE19 (11 Wo.)DE | — | CH75 (8 Wo.)CH | — | — | Erstveröffentlichung: 15. November 1999                                                                   |                                                                                      |
| 1999 | Are U Real? A, P E-Cyas | DE78 (4 Wo.)DE | — | — | — | — | Erstveröffentlichung: 6. Dezember 1999                                                                    |                                                                                      |
| 2000 | Du hast P Rockstar | DE45 (3 Wo.)DE | — | — | — | — | Erstveröffentlichung: 24. Januar 2000                                                                     |                                                                                      |
| 2000 | Das Boot 2001 A, P U 96 | DE16 (11 Wo.)DE | AT12 (11 Wo.)AT | CH41 (7 Wo.)CH | — | — | Erstveröffentlichung: 28. Februar 2000 Original: Klaus Doldinger                                          |                                                                                      |
| 2000 | Eternal Flame P Rollergirl | DE40 (5 Wo.)DE | — | CH87 (1 Wo.)CH | — | — | Erstveröffentlichung: 3. April 2000 Original: The Bangles                                                 |                                                                                      |
| 2000 | Around the World (La La La La La) A, P ATC | DE1 Platin · (23 Wo.)DE | AT1 Gold · (17 Wo.)AT | CH1 Gold · (26 Wo.)CH | UK15 (4 Wo.)UK | US28 (19 Wo.)US | Erstveröffentlichung: 22. Mai 2000 Verkäufe: + 715.000; Original: Ruki wwerch – Pesenka                   |                                                                                      |
| 2000 | My Heart Beats Like a Drum (Dam Dam Dam) A, P ATC | DE3 Gold · (16 Wo.)DE | AT6 (17 Wo.)AT | CH21 (17 Wo.)CH | — | — | Erstveröffentlichung: 4. September 2000 Verkäufe: + 250.000                                               |                                                                                      |
| 2000 | Superstar A, P Rollergirl | DE37 (8 Wo.)DE | AT27 (9 Wo.)AT | — | — | — | Erstveröffentlichung: 18. September 2000                                                                  |                                                                                      |
| 2000 | Thinking of You P ATC | DE46 (9 Wo.)DE | — | CH51 (8 Wo.)CH | — | — | Erstveröffentlichung: 4. Dezember 2000                                                                    |                                                                                      |
| 2001 | Why Oh Why A, P ATC | DE16 (13 Wo.)DE | AT16 (16 Wo.)AT | CH64 (12 Wo.)CH | — | — | Erstveröffentlichung: 12. Februar 2001                                                                    |                                                                                      |
| 2001 | You’re My Mate P Right Said Fred | DE4 Gold · (24 Wo.)DE | AT4 (21 Wo.)AT | CH97 (2 Wo.)CH | UK18 (5 Wo.)UK | — | Erstveröffentlichung: 26. Februar 2001 Verkäufe: + 500.000                                                |                                                                                      |
| 2001 | Close to You P Rollergirl | DE70 (3 Wo.)DE | — | — | — | — | Erstveröffentlichung: 21. Mai 2001                                                                        |                                                                                      |
| 2001 | MoJive A, P Right Said Fred | DE46 (9 Wo.)DE | AT35 (12 Wo.)AT | — | — | — | Erstveröffentlichung: 2. Juli 2001                                                                        |                                                                                      |
| 2001 | I’m in Heaven (When You Kiss Me) A, P ATC | DE22 (12 Wo.)DE | AT27 (15 Wo.)AT | CH31 (13 Wo.)CH | — | — | Erstveröffentlichung: 29. Oktober 2001                                                                    |                                                                                      |
| 2001 | Club Bizarre A Brooklyn Bounce | DE12 (12 Wo.)DE | AT9 (12 Wo.)AT | CH41 (12 Wo.)CH | — | — | Erstveröffentlichung: 5. November 2001 Original: U 96                                                     |                                                                                      |
| 2001 | Lovesong P Right Said Fred | DE21 (22 Wo.)DE | — | CH73 (1 Wo.)CH | — | — | Erstveröffentlichung: 12. November 2001                                                                   |                                                                                      |
| 2001 | I Believe A, P Bro’Sis | DE1 ×7Siebenfachgold · (15 Wo.)DE | AT1 Platin · (17 Wo.)AT | CH1 Platin · (16 Wo.)CH | — | — | Erstveröffentlichung: 3. Dezember 2001 Verkäufe: + 1.830.000                                              |                                                                                      |
| 2002 | Rhythm of the Night P Alex C. feat. Yasmin K. | DE28 (9 Wo.)DE | AT28 (12 Wo.)AT | CH81 (6 Wo.)CH | — | — | Erstveröffentlichung: 3. Juni 2002 Original: Corona                                                       |                                                                                      |
| 2002 | Set Me Free A, P ATC | DE44 (8 Wo.)DE | — | — | — | — | Erstveröffentlichung: 3. Juni 2002                                                                        |                                                                                      |
| 2002 | Stand Up (for the Champions) P Right Said Fred | DE14 (17 Wo.)DE | — | CH68 (8 Wo.)CH | — | — | Erstveröffentlichung: 8. Juli 2002                                                                        |                                                                                      |
| 2002 | I Love You (But I Don’t Like You) P Right Said Fred | DE61 (5 Wo.)DE | — | — | — | — | Erstveröffentlichung: 4. November 2002                                                                    |                                                                                      |
| 2002 | Amigos Forever A, P Alex C. feat. Yasmin K. | DE35 (7 Wo.)DE | — | CH86 (3 Wo.)CH | — | — | Erstveröffentlichung: 14. November 2002                                                                   |                                                                                      |
| 2002 | Show Me The Way A, P José Carreras meets Kim Styles | DE48 (7 Wo.)DE | — | — | — | — | Erstveröffentlichung: 23. Dezember 2002                                                                   |                                                                                      |
| 2003 | New York City A, P ATC | DE81 (1 Wo.)DE | — | — | — | — | Erstveröffentlichung: 3. März 2003                                                                        |                                                                                      |
| 2003 | You’re My Angel A, P B3 | DE13 (9 Wo.)DE | AT37 (10 Wo.)AT | — | — | — | Erstveröffentlichung: 10. März 2003                                                                       |                                                                                      |
| 2003 | Alles ändert sich (alles oder nichts) P Lukas Hilbert feat. Oli.P | DE33 (5 Wo.)DE | AT50 (3 Wo.)AT | — | — | — | Erstveröffentlichung: 28. April 2003                                                                      |                                                                                      |
| 2003 | Angel of Darkness A, P Alex C. feat. Yasmin K. | DE21 (9 Wo.)DE | AT39 (8 Wo.)AT | — | — | — | Erstveröffentlichung: 14. Juli 2003                                                                       |                                                                                      |
| 2003 | Why (Does Your Love Hurt So Much) P Natasha Thomas | DE40 (9 Wo.)DE | AT45 (3 Wo.)AT | — | — | — | Erstveröffentlichung: 21. Juli 2003                                                                       |                                                                                      |
| 2003 | Wouldn’t It Be Nice P Fource | DE66 (4 Wo.)DE | — | — | — | — | Erstveröffentlichung: 13. Oktober 2003 Original: The Beach Boys                                           |                                                                                      |
| 2004 | It’s Over Now A, P Natasha Thomas feat. Sugar Daddy | DE12 (18 Wo.)DE | AT14 (19 Wo.)AT | CH42 (14 Wo.)CH | — | — | Erstveröffentlichung: 2. Februar 2004                                                                     |                                                                                      |
| 2004 | I’ll Be The One (For You) A, P Fource | DE48 (2 Wo.)DE | — | — | — | — | Erstveröffentlichung: 23. Februar 2004                                                                    |                                                                                      |
| 2004 | Save Your Kisses for Me A, P Natasha Thomas | DE13 (9 Wo.)DE | AT27 (9 Wo.)AT | CH51 (8 Wo.)CH | — | — | Erstveröffentlichung: 7. Juni 2004                                                                        |                                                                                      |
| 2004 | Was ich an dir mag P Lukas Hilbert | DE3 (17 Wo.)DE | AT5 (16 Wo.)AT | CH31 (10 Wo.)CH | — | — | Erstveröffentlichung: 25. Oktober 2004                                                                    |                                                                                      |
| 2005 | Kommt meine Liebe nicht bei dir an? P Lukas Hilbert feat. Trina | DE18 (9 Wo.)DE | AT28 (5 Wo.)AT | — | — | — | Erstveröffentlichung: 31. Januar 2005                                                                     |                                                                                      |
| 2005 | Is There Anybody out There? A, P Kate Hall | DE50 (6 Wo.)DE | AT72 (1 Wo.)AT | — | — | — | Erstveröffentlichung: 23. Mai 2005                                                                        |                                                                                      |
| 2005 | God’s Gift P Kate Hall | DE53 (6 Wo.)DE | — | CH22 (12 Wo.)CH | — | — | Erstveröffentlichung: 29. August 2005                                                                     |                                                                                      |
| 2005 | Du bist ich A, P Lukas Hilbert | DE73 (4 Wo.)DE | — | — | — | — | Erstveröffentlichung: 9. Dezember 2005                                                                    |                                                                                      |
| 2006 | Vorbei A, P U 96 feat. Ben | DE28 (8 Wo.)DE | — | — | — | — | Erstveröffentlichung: 3. März 2006                                                                        |                                                                                      |
| 2006 | Erinner mich, dich zu vergessen P Yvonne Catterfeld | DE6 (11 Wo.)DE | AT22 (8 Wo.)AT | CH23 (9 Wo.)CH | — | — | Erstveröffentlichung: 6. Oktober 2006                                                                     |                                                                                      |
| 2006 | Ganze Welt P Lukas Hilbert / Tryna | DE30 (6 Wo.)DE | — | — | — | — | Erstveröffentlichung: 3. November 2006                                                                    |                                                                                      |
| 2006 | Mr. DJ, Put On the Red Light A, P U 96 feat. Das Bo | DE77 (8 Wo.)DE | — | — | — | — | Erstveröffentlichung: 1. Dezember 2006 Original: Eurythmics – Sweet Dreams (Are Made of This)             |                                                                                      |
| 2007 | Bedingungslos A, P Kate & Ben | DE16 (9 Wo.)DE | AT74 (1 Wo.)AT | — | — | — | Erstveröffentlichung: 3. August 2007                                                                      |                                                                                      |
| 2007 | Learn to Love You A, P Lisa Bund | DE18 (9 Wo.)DE | AT36 (6 Wo.)AT | CH66 (2 Wo.)CH | — | — | Erstveröffentlichung: 31. August 2007                                                                     |                                                                                      |
| 2007 | Du hast den schönsten Arsch der Welt A, P / The Sweetest Ass in the World (englische Version) / Tienes el culo mas bello del mundo (spanische Version) Alex C. feat. Y-ass | DE1 Gold · (23 Wo.)DE | AT1 (26 Wo.)AT | CH50 (10 Wo.)CH | — | — | Erstveröffentlichung: 19. Oktober 2007 Verkäufe: + 150.000 Original: The Soundlovers – Run Away           |                                                                                      |
| 2007 | Ich lieb’ dich immer noch so sehr A, P Kate & Ben | DE45 (6 Wo.)DE | — | — | — | — | Erstveröffentlichung: 23. November 2007                                                                   |                                                                                      |
| 2008 | Doktorspiele A, P Alex C. feat. Y-ass | DE4 (15 Wo.)DE | AT3 (21 Wo.)AT | — | — | — | Erstveröffentlichung: 25. Januar 2008                                                                     |                                                                                      |
| 2008 | 2 Herzen A, P Kate & Ben | DE43 (7 Wo.)DE | — | — | — | — | Erstveröffentlichung: 4. April 2008                                                                       |                                                                                      |
| 2008 | Du bist so porno A, P Alex C. feat. Y-ass | DE21 (9 Wo.)DE | AT12 (12 Wo.)AT | — | — | — | Erstveröffentlichung: 25. April 2008                                                                      |                                                                                      |
| 2008 | Blessed P Fady Maalouf | DE2 (11 Wo.)DE | AT8 (11 Wo.)AT | CH11 (7 Wo.)CH | — | — | Erstveröffentlichung: 4. Juli 2008                                                                        |                                                                                      |
| 2008 | Amazed P Fady Maalouf | DE26 (5 Wo.)DE | AT52 (1 Wo.)AT | — | — | — | Erstveröffentlichung: 21. November 2008 Original: Lonestar                                                |                                                                                      |
| 2008 | Liebe zu dritt A, P / Threesome Is My Fantasy (englische Version) Alex C. feat. Y-ass                                                                                      | DE28 (9 Wo.)DE | AT29 (9 Wo.)AT | — | — | — | Erstveröffentlichung: 28. November 2008                                                                   |                                                                                      |
| 2009 | Miss Kiss Kiss Bang A, P Alex Swings Oscar Sings! | DE20 (10 Wo.)DE | AT71 (1 Wo.)AT | — | UK85 (1 Wo.)UK | — | Erstveröffentlichung: 3. April 2009                                                                       |                                                                                      |
| 2009 | Honestly A, P Daniel Schuhmacher | DE22 (6 Wo.)DE | AT62 (1 Wo.)AT | — | — | — | Erstveröffentlichung: 27. November 2009                                                                   |                                                                                      |
| 2009 | Dancing Is Like Heaven A, P Alex C. feat. Y-ass | DE41 (7 Wo.)DE | AT41 (3 Wo.)AT | — | — | — | Erstveröffentlichung: 4. Dezember 2009 Original: Derb – Derb                                              |                                                                                      |
| 2010 | River Flows in You P Jasper Forks | DE45 (10 Wo.)DE | AT66 (2 Wo.)AT | — | — | — | Erstveröffentlichung: 26. März 2010 Original: Yiruma                                                      |                                                                                      |
| 2010 | Ich will mit dir fliegen A, P DJ Ötzi | DE43 (3 Wo.)DE | AT49 (7 Wo.)AT | — | — | — | Erstveröffentlichung: 29. Oktober 2010                                                                    |                                                                                      |
| 2011 | Alone A Jasper Forks | DE82 (1 Wo.)DE | — | — | — | — | Erstveröffentlichung: 28. Januar 2011                                                                     |                                                                                      |
| 2011 | Every Teardrop Is a Waterfall A Coldplay | DE24 (19 Wo.)DE | AT21 (17 Wo.)AT | CH6 Gold · (19 Wo.)CH | UK6 Platin · (22 Wo.)UK | US14 (18 Wo.)US | Erstveröffentlichung: 3. Juni 2011 Verkäufe: + 767.500 Original: Chocolate – Ritmo de la noche            |                                                                                      |
| 2011 | Sunlight A DJ Antoine feat. Tom Dice | DE85 (4 Wo.)DE | AT51 (1 Wo.)AT | CH10 Gold · (28 Wo.)CH | — | — | Erstveröffentlichung: 12. September 2011 Verkäufe: + 30.000                                               |                                                                                      |
| 2012 | Around the World A, P The Disco Boys | DE31 (6 Wo.)DE | AT66 (1 Wo.)AT | — | — | — | Erstveröffentlichung: 13. Januar 2012 Original: ATC                                                       |                                                                                      |
| 2012 | L’amour toujours P Alex C. feat. Yass vs. Ski | — | AT43 (2 Wo.)AT | CH40 (1 Wo.)CH | — | — | Erstveröffentlichung: 7. Dezember 2012 Original: Gigi D’Agostino                                          |                                                                                      |
| 2013 | Sing La La La A Carolina Marquez feat. Flo Rida & Dale Saunders | DE82 (1 Wo.)DE | AT44 (1 Wo.)AT | CH70 (1 Wo.)CH | — | — | Erstveröffentlichung: 15. März 2013; Verkäufe: + 30.000 Original: ATC – Around the World (La La La La La) |                                                                                      |
| 2013 | Feed Me Diamonds P Alex C. feat. Lisa Rowe | — | AT60 (1 Wo.)AT | — | — | — | Erstveröffentlichung: September 2013 Original: MNDR                                                       |                                                                                      |
| 2015 | Fröhliche Weihnacht überall P Helene Fischer & Royal Philharmonic Orchestra                                                                                                | DE90 b (3 Wo.)DE | — | — | — | — | Erstveröffentlichung: 13. November 2015 Original: Traditional                                             |                                                                                      |
| 2015 | Rudolph, the Red-Nosed Reindeer P Helene Fischer & Royal Philharmonic Orchestra                                                                                            | DE88 c (2 Wo.)DE | AT72 c (1 Wo.)AT | — | — | — | Erstveröffentlichung: 13. November 2015 Original: Johnny Marks                                            |                                                                                      |
| 2016 | Du hast den schönsten Arsch der Welt A Fler | DE93 (1 Wo.)DE | — | — | — | — | Erstveröffentlichung: 12. August 2016 Original: Alex C. feat. Y-ass                                       |                                                                                      |
| 2019 | All Around the World (La La La) A R3hab × A Touch of Class | DE29 Platin · (25 Wo.)DE | AT35 Platin · (16 Wo.)AT | CH39 Platin · (22 Wo.)CH | UK— SilberUK | — | Erstveröffentlichung: 5. April 2019 Verkäufe: + 1.110.000; Original: ATC                                  |                                                                                      |
| 2023 | Ich hab den schönsten Arsch der Welt A Katja Krasavice feat. Felix Jaehn                                                                                                   | DE7 (1 Wo.)DE | — | — | — | — | Erstveröffentlichung: 14. Juli 2023 Original: Alex C. feat. Y-ass                                         |                                                                                      |

## Promoveröffentlichungen
| Jahr | Titel Album                 | Anmerkungen                                                             |
| ---- | --------------------------- | ----------------------------------------------------------------------- |
| 2012 | This Club Is a Wonderland – | Erstveröffentlichung: 2012; als Jasper Forks nur in Schweden erschienen |
| 2013 | J’aime le diable –          | Erstveröffentlichung: 2013; als Jasper Forks nur in Schweden erschienen |

## Sonderveröffentlichungen

### Alben
| Jahr | Titel Musiklabel                          | Anmerkungen                                            |
| ---- | ----------------------------------------- | ------------------------------------------------------ |
| 1995 | In the Mix Warner Special Marketing (WMG) | Erstveröffentlichung: 1995 Teil der „In-the-Mix“-Reihe |

### Lieder
| Jahr | Titel Album                         | Anmerkungen                                                       |
| ---- | ----------------------------------- | ----------------------------------------------------------------- |
| 2015 | A Million Times #afterhour – Vol. 6 | Erstveröffentlichung: 13. März 2015 KlangTherapeuten feat. Alex C |

| Jahr | Titel Interpretation                        | Anmerkungen                                      |
| ---- | ------------------------------------------- | ------------------------------------------------ |
| 1990 | It’s Not Over Beats 4 U feat. Anthony Roach | Erstveröffentlichung: 1990 als Alex “The Groove” |
| 1996 | Tell Me Mark ’Oh                            | Erstveröffentlichung: 18. Februar 1996           |
| 1996 | Sunshine After the Rain ’96 BERRi           | Erstveröffentlichung: 1996                       |
| 1996 | Berlin Last Station Mark Clement            | Erstveröffentlichung: 1996                       |
| 1996 | Back to Berlin Mark Clement                 | Erstveröffentlichung: 1996                       |
| 1999 | The Bad Touch Bloodhound Gang               | Erstveröffentlichung: Mai 1999                   |
| 2006 | Ganze Welt Lukas Hilbert / Tryna            | Erstveröffentlichung: 3. November 2006           |
| 2008 | Money for Nothing Crew 7                    | Erstveröffentlichung: 2008                       |
| 2008 | 2 Herzen Kate & Ben                         | Erstveröffentlichung: 4. April 2008              |
| 2008 | Football Is Our Religion Rednex             | Erstveröffentlichung: 11. Juni 2008              |
| 2008 | Hey Hi Hello Shaun Baker                    | Erstveröffentlichung: 25. August 2008            |
| 2009 | Allein Allein Polarkreis 18                 | Erstveröffentlichung: 13. Februar 2009           |
| 2011 | Fantasy Girl Brisby & Jingles               | Erstveröffentlichung: 18. März 2011              |
| 2012 | Affe sucht Liebe Fraktus                    | Erstveröffentlichung: 9. November 2012           |
| 2013 | Love 2 Party Celia feat. Mohombi            | Erstveröffentlichung: 2013                       |
| 2013 | DisConnected Martin Sola & Miami Inc.       | Erstveröffentlichung: 2013                       |

## Statistik

### Chartauswertung

#### Als Interpret
|                     | DE    | AT    | CH    | UK    | US    |
| ------------------- | ----- | ----- | ----- | ----- | ----- |
| Nummer-eins-Alben   | DE—DE | AT—AT | CH—CH | UK—UK | US—US |
| Top-10-Alben        | DE4DE | AT—AT | CH—CH | UK—UK | US—US |
| Alben in den Charts | DE6DE | AT5AT | CH3CH | UK—UK | US—US |

|                       | DE     | AT     | CH    | UK    | US    |
| --------------------- | ------ | ------ | ----- | ----- | ----- |
| Nummer-eins-Singles   | DE1DE  | AT1AT  | CH—CH | UK—UK | US—US |
| Top-10-Singles        | DE2DE  | AT2AT  | CH—CH | UK—UK | US—US |
| Singles in den Charts | DE11DE | AT11AT | CH4CH | UK1UK | US—US |

#### Als Autor und Produzent
|                       | DE     | AT     | CH     | UK    | US    |
| --------------------- | ------ | ------ | ------ | ----- | ----- |
| Nummer-eins-Singles   | DE4DE  | AT3AT  | CH2CH  | UK—UK | US—US |
| Top-10-Singles        | DE14DE | AT13AT | CH11CH | UK1UK | US—US |
| Singles in den Charts | DE72DE | AT43AT | CH32CH | UK8UK | US3US |

|                       | DE     | AT     | CH     | UK     | US    |
| --------------------- | ------ | ------ | ------ | ------ | ----- |
| Nummer-eins-Singles   | DE5DE  | AT4AT  | CH3CH  | UK—UK  | US—US |
| Top-10-Singles        | DE18DE | AT16AT | CH13CH | UK—UK  | US—US |
| Singles in den Charts | DE89DE | AT51AT | CH41CH | UK10UK | US2US |

### Auszeichnungen für Musikverkäufe
| Silberne Schallplatte - Frankreich - 2000: für die Autorenbeteiligung/Produktion Around the World (La La La La La) (ATC) Goldene Schallplatte - Belgien - 2000: für die Autorenbeteiligung/Produktion Around the World (La La La La La) (ATC) - 2011: für die Autorenbeteiligung Every Teardrop Is a Waterfall (Coldplay) - 2012: für die Autorenbeteiligung Sunlight (DJ Antoine feat. Tom Dice) - 2019: für die Autorenbeteiligung Around the World (La La La La La) (R3hab × A Touch of Class) - Dänemark - 2011: für das Streaming Every Teardrop Is a Waterfall (Coldplay) - Frankreich - 2019: für die Autorenbeteiligung Around the World (La La La La La) (R3hab × A Touch of Class) - Italien - 2013: für die Autorenbeteiligung/Produktion Sing La La La (Carolina Marquez feat. Flo Rida & Dale Saunders) - Neuseeland - 2013: für die Autorenbeteiligung Every Teardrop Is a Waterfall (Coldplay) - Schweden - 2000: für die Autorenbeteiligung/Produktion Around the World (La La La La La) (ATC) - 2019: für die Autorenbeteiligung Around the World (La La La La La) (R3hab × A Touch of Class) - Spanien - 2023: für die Autorenbeteiligung Every Teardrop Is a Waterfall (Coldplay) | Platin-Schallplatte - Australien - 2012: für die Autorenbeteiligung Every Teardrop Is a Waterfall (Coldplay) - Dänemark - 2020: für die Autorenbeteiligung Around the World (La La La La La) (R3hab × A Touch of Class) - Italien - 2011: für die Autorenbeteiligung Every Teardrop Is a Waterfall (Coldplay) - 2021: für die Autorenbeteiligung Around the World (La La La La La) (R3hab × A Touch of Class) - Mexiko - 2021: für die Autorenbeteiligung Around the World (La La La La La) (R3hab × A Touch of Class) - Niederlande - 2019: für die Autorenbeteiligung Around the World (La La La La La) (R3hab × A Touch of Class) - Polen - 2020: für die Autorenbeteiligung Around the World (La La La La La) (R3hab × A Touch of Class) |

Anmerkung: Auszeichnungen in Ländern aus den Charttabellen bzw. Chartboxen sind in ebendiesen zu finden.
| Land/RegionAuszeichnungen für Musikverkäufe (Land/Region, Auszeichnungen, Verkäufe, Quellen) | Silber     | Gold       | Platin       | Verkäufe  | Quellen                           |
| -------------------------------------------------------------------------------------------- | ---------- | ---------- | ------------ | --------- | --------------------------------- |
| Australien (ARIA)                                                                            | —          | —          | Platin1      | 70.000    | aria.com.au                       |
| Belgien (BRMA)                                                                               | —          | 4× Gold4   | —            | 75.000    | ultratop.be                       |
| Dänemark (IFPI)                                                                              | —          | Gold1      | Platin1      | 90.000    | ifpi.dk                           |
| Deutschland (BVMI)                                                                           | —          | 10× Gold10 | 7× Platin7   | 5.900.000 | musikindustrie.de Einzelnachweise |
| Frankreich (SNEP)                                                                            | Silber1    | Gold1      | —            | 225.000   | infodisc.fr                       |
| Italien (FIMI)                                                                               | —          | Gold1      | 2× Platin2   | 130.000   | fimi.it                           |
| Mexiko (AMPROFON)                                                                            | —          | —          | Platin1      | 600.000   | amprofon.com.mx                   |
| Neuseeland (RMNZ)                                                                            | —          | Gold1      | —            | 7.500     | aotearoamusiccharts.co.nz         |
| Niederlande (NVPI)                                                                           | —          | —          | Platin1      | 80.000    | nvpi.nl                           |
| Österreich (IFPI)                                                                            | —          | 2× Gold2   | 2× Platin2   | 120.000   | ifpi.at                           |
| Polen (ZPAV)                                                                                 | —          | —          | Platin1      | 20.000    | olis.pl                           |
| Schweden (IFPI)                                                                              | —          | 2× Gold2   | —            | 35.000    | sverigetopplistan.se              |
| Schweiz (IFPI)                                                                               | —          | 3× Gold3   | 2× Platin2   | 115.000   | hitparade.ch                      |
| Spanien (Promusicae)                                                                         | —          | Gold1      | —            | 30.000    | elportaldemusica.es               |
| Vereinigtes Königreich (BPI)                                                                 | Silber1    | —          | Platin1      | 684.000   | bpi.co.uk                         |
| Insgesamt                                                                                    | 2× Silber2 | 26× Gold26 | 19× Platin19 |           |                                   |